# Lakshmi (attrice)
Lakshmi, nata Yaragudipadi Venkata Mahalakshmi (Chennai, 13 dicembre 1952), è un'attrice indiana.

## Filmografia parziale
- Sri Valli, regia di T. R. Ramanna (1961)
- Jeevanaamsam, regia di Malliyam Rajagopal (1968)
- Goa Dalli CID 999, regia di Dorai-Bhagavan (1968)
- Bandhavyalu, regia di S. V. Ranga Rao (1968)
- Chattakkari, regia di K. S. Sethumadhavan (1974)
- Dikkatra Parvathi, regia di Singeetam Srinivasa Rao (1974)
- Julie, regia di K. S. Sethumadhavan (1975)
- Chalanam, regia di N. R. Pillai (1975)
- Mohiniyaattam, regia di Sreekumaran Thampi (1976)
- Sila Nerangalil Sila Manithargal, regia di A. Bhimsingh (1977)
- Jeans, regia di S. Shankar (1998)
- Hulchul, regia di Priyadarshan (2004)

## Premi
- National Film Awards
  - 1977 – "Best Actress" (Sila Nerangalil Sila Manithargal)
- Filmfare Awards
  - 1976 – "Best Actress" (Julie)
- Filmfare Awards South
  - 1974 – "Best Tamil Actress" (Dikkatra Parvathi)
  - 1974 – "Best Malayalam Actress" (Chattakari)
  - 1975 – "Best Malayalam Actress" (Chalanum)
  - 1976 – "Best Malayalam Actress" (Mohiniyaattam)
  - 1983 – "Best Tamil Actress" (Unmaigal)
  - 1986 – "Best Telugu Actress" (Sravana Meghalu)
  - 1993 – "Best Kannada Actress" (Hoovu Hannu)
  - 1998 – "Filmfare Lifetime Achievement Award (South)"
- Nandi Awards
  - "Best Actress" - Panthulamma (1977)
  - "Best Actress" - Sravana Meghalu (1986)
  - "Best Character Actress" - Murari (2001)
  - "Special Jury Award" - Mithunam (2012)
- Karnataka State Film Awards
  - 1993 – "Best Actress" (Hoovu Hannu)
  - 2008 – "Best Supporting Actress" (Vamshi)
  - 2017 – "Dr. Rajkumar Award"
- Tamil Nadu State Film Awards
  - 1978 – "Best Actress" (Oru Nadigai Naatakam Paarkiraal)
- Kerala State Film Awards
  - 1974 – "Best Actress" (Chattakari)
- Bengal Film Journalists Association Awards
  - 1975 - "Most outstanding work of the year" (Julie)